# Subcomissió de Drets Humans
La Subcomissió de Drets Humans (DROI) és una de les 22 comissions i subcomissions del Parlament Europeu. Dona suport a la Comissió d'Afers Exteriors en tot allò que concerneix els drets humans, la protecció de les minories i el foment dels valors democràtics a tercers països.
Fou establerta durant la VI Legislatura i es reuní per primera vegada el 24 de juliol del 2004. A la VIII Legislatura, la presidenta de la subcomissió és des del 2014 la diputada socialdemòcrata María Elena Valenciano.
En les seves pròpies paraules, la subcomissió s'ocupa de:
| « | Els problemes relacionats amb els drets humans, la protecció de les minories i el foment dels valors democràtics a tercers països. En aquest context, la comissió serà assistida per una Subcomissió de Drets Humans. Sense perjudici de les disposicions pertinents, seran convidats a assistir a les reunions de la subcomissió els membres d'altres comissions i òrgans amb responsabilitats en aquest àmbit. | » |

A més, la subcomissió atorga anualment el Premi Sàkharov per la Llibertat de Consciència a persones que hagin destacat en la defensa dels drets humans a qualsevol lloc del món.